# Фалер (аргонавт)
Фалер (дав.-гр. Φάληρος) — персонаж давньогрецької міфології, син Алкона з Афін.
Узяв участь у поході аргонавтів під орудою Ясона до Колхіди за золотим руном. На зворотному шляху жахнувся Сімплегад. Надалі з Тесеєм взяв участь у битві лапитів з кентаврами на весіллі Пейрітоя. Надалі разом з сином Тесея Акамантом заснував місто Соли на Кіпрі. Також заснував Парфенопу і Неаполь. На честь Фалера було названо гавань поблизу Афін.